# Rastrococcus taprobanicus
Rastrococcus taprobanicus är en insektsart som beskrevs av Williams 1989. Rastrococcus taprobanicus ingår i släktet Rastrococcus och familjen ullsköldlöss.
Artens utbredningsområde är Sri Lanka. Inga underarter finns listade i Catalogue of Life.